# Anbjørg Pauline Oldervik
Anbjørg Pauline Oldervik, född 10 juli 1918 i Oslo, död 16 december 2020 var en norsk lyriker. Hon debuterade 1967 med diktsamlingen Lytt, och har senare gett ut en rad samlingar, bland andra Nattog (1970), Menneske (1971), Et ord om håp (1972), Sang for den nye pilegrim (1975), Og du Jerusalem (1976), Kommer du hjem? (1978), Til fremtiden (1979), Pasjonsblomst (1982) och Et hjerte vårt våpen (2002). Hennes senare samlingar bekräftar att Oldervik är en av de mest betydande kristna lyrikerna i modern norsk litteratur. Utan att vara direkt förkunnande ger hennes dikter uttryck för förtröstan och gudstro.